# Маклюбе
Маклюбе или Маклюба (также Маглуба, араб. مقلوبة‎, тур. maklube) — разновидность плова, традиционное блюдо Леванта, популярное в Бахрейне, Ираке, Иордании, Кувейте, Палестине, Сирии, Турции и Израиле. В блюдо добавляют мясо, рис, жареные овощи и помещают в кастрюлю, которая переворачивается перед тем, как выложить это блюдо на стол, отсюда и название маклюбе, которое буквально переводится как «вверх-вниз».
В состав блюда могут входить множество различных овощей, такие как помидоры, картошка, капуста, баклажаны, как мясо в основном добавляют курицу или баранину. Когда блюдо переворачивают, верх становится ярко-красным из-за томатов, которые образуют верхний слой, который затем покрывается золотыми баклажанами.
Маклюбе обычно подаётся на стол вместе с йогуртом или с простейшим арабским салатом из нарезанных томатов, огурцов, петрушки и лимонного сока, часто смешивают с соусом Тахини.